# Gabrielle Onguéné
Gabrielle Aboudi Onguene (25 de fevereiro de 1989) é uma futebolista camaronesa que atua como atacante.

## Carreira
Gabrielle Onguéné integrou elenco da Seleção Camaronesa de Futebol Feminino, nas Olimpíadas de 2012. Gabrielle marcou o primeiro gol e único nos Jogos frente a Nova Zelândia, na derrota por 3-1